# Alphonse IV (roi de León)
Pour les articles homonymes, voir Alphonse IV.
Alphonse IV de León, dit le Moine (espagnol: El Monje)  (Galice, 899 – monastère de saint Julien de Samos, 933), fut roi de León de 925 à 931.

## Biographie

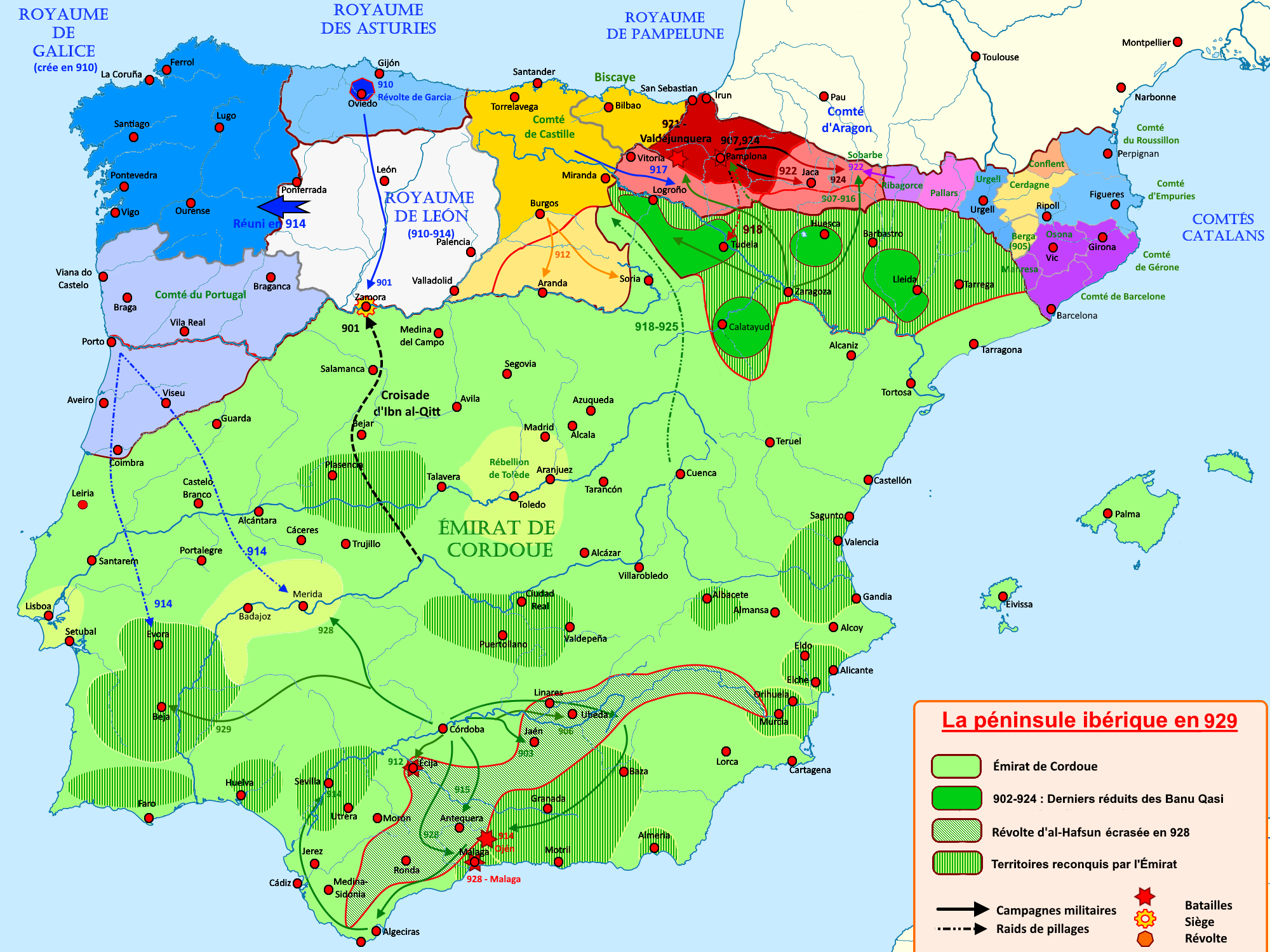
Le royaume de León de 900 à 929.

Fils d’Ordoño II, Alphonse IV occupa le trône de León vers l’an 925, à la fin d’une guerre civile et fratricide entre le fils de Fruela II, son cousin, et les fils d’Ordoño II, dans laquelle il fut appuyé par Sanche Ier de Navarre. Malgré ou à cause de cela, la souveraineté du royaume resta fragmentée. Son frère, Sancho Ordoñez, gouvernait la Galice avec le titre de roi (925-929), et son autre frère, Ramire, les Asturies.
Alphonse IV doit confier la régence à son épouse Oneca de Pampelune (927-930). Après la mort de cette dernière au monastère de Saliagan en 931, il céda sa couronne à son frère Ramire et se retira dans un monastère. Pris de remords plus tard, il tenta de récupérer le pouvoir par les armes mais fut vaincu par son frère, qui ordonna qu’on lui arrache les yeux et qu’on l’interne dans une prison. Il est le père du roi Ordoño IV.